# Noble Beast
Noble Beast è il quinto album discografico in studio da solista del cantautore statunitense Andrew Bird, pubblicato nel 2009.

## Tracce
Testi e musiche di Andrew Bird, eccetto dove indicato.
1. Oh No – 4:20
2. Masterswarm – 6:35
3. Fitz and the Dizzyspells – 3:36
4. Effigy – 5:06
5. Tenuousness – 3:51
6. Nomenclature – 2:54
7. Ouo – 0:20
8. Not a Robot, but a Ghost (Bird, Martin Dosh) – 5:37
9. Unfolding Fans (Bird, Jeremy Ylvisaker) – 0:57
10. Anonanimal – 4:47
11. Natural Disaster – 4:18
12. The Privateers – 3:24
13. Souverian – 7:18
14. On Ho! – 1:08

## Classifiche
- Billboard 200 (Stati Uniti) - numero 12

## Formazione
- Andrew Bird - violino, voce, fischio, chitarra
- Martin Dosh – percussioni, loop, tastiere
- Jeremy Ylvisaker – chitarra, basso, organo
- Kelly Hogan - cori
- Mike Lewis - clarinetto
- Todd Sickafoose - contrabbasso
- Ben Martin - batteria
- Tony Crow - juno